# John Platt
John (Jane) Platt, född 1963 i Elgin i Illinois, är en amerikansk astronom.
Minor Planet Center listar honom som J. Platt och som upptäckare av 2 asteroider.
Asteroiden 3927 Feliciaplatt är uppkallad efter hans mor, Felicia Platt.

## Asteroider upptäckta av John Platt
| 3237 Victorplatt | 25 september 1984 |
| 3259 Brownlee    | 25 september 1984 |